# مسجد تازه‌پیر
مسجد تازه‌پیر (به ترکی آذربایجانی: Təzəpir məscidi) از مساجد قدیمی در باکو است. این مسجد که دوران اتحاد جماهیر شوروی به موزه تبدیل شده بود، در سال ۲۰۰۵ میلادی با بودجه دولت توسط الله شکور پاشازاده رئیس اداره روحانیت آذربایجان و قفقاز بازسازی و با امکاناتی جانبی افتتاح گردید. این مسجد که در خیابان شایق عبدالله واقع شده محل اداره روحانیت آذربایجان و قفقاز نیز هست.
محمود احمدی‌نژاد، و عبدالله گل رئیس جمهور ترکیه برای بازدید از این مسجد دعوت شدند.
پس از افتتاح این مسجد رافق تقی لی (رافق ناظر اوغلو تقی‌زاده) طی مقاله‌ای به توهین به اعتقادات مسلمانان و شیعیان و بکار بردن تعابیر رکیک جنسی پیرامون آن نمود.